# Patrick Abercrombie
Patrick Abercrombie (Ashton upon Mersey, 6 giugno 1879 – Aston Tirrold, 23 marzo 1957) è stato un architetto e urbanista inglese.
Londra era ancora sotto i bombardamenti tedeschi e ancora doveva conoscere la potenza distruttiva delle V-1 e della V2, quando Abercrombie e J.H. Farshaw, nel 1943, presentarono al consiglio municipale della città il piano regolatore della ricostruzione. Era una bella prova di preveggenza e di ottimismo da parte delle autorità che lo avevano commissionato. Da parte di Abercrombie, cui spetta il merito della concezione generale, fu una prova di genio.
Il piano di Londra, applicando la concezione organica ad una metropoli di 10 milioni di abitanti, inaugurò in una dimensione colossale una nuova fase dell'urbanistica moderna.
In previsione di un ulteriore sviluppo urbano, progettò le New Town, otto città satellite all'esterno della cintura verde di Londra, di cui riconobbe la fondamentale necessità. Vincolò le New Towns a un massimo di 60 000 abitanti, e ne studiò minutamente le infrastrutture, le zone verdi, i collegamenti con le metropoli, gli insediamenti industriali.
Lo scopo del suo progetto fu quello di decentrare le attività e la popolazione e di decongestionare la metropoli.
Prima della sua grande opera, Abercrombie era stato professore alle università di Liverpool e di Londra, e aveva collaborato alla sistemazione urbanistica di Dublino.
All'estero, lavorò alla sistemazione di Addis Abeba, di Hong Kong e di altre città asiatiche.
È il fratello di Lascelles Abercrombie.

## Costruzioni
- North East Wales Institute of Higher Education (NEWI) in Wrexham.

## Pubblicazioni
- 1943 – The County of London Plan, J. H. Forshaw and Patrick Abercrombie, Macmillan & Co.
- 1944 – The greater London Plan, con J. H. Forshaw